# Pokerkoffer

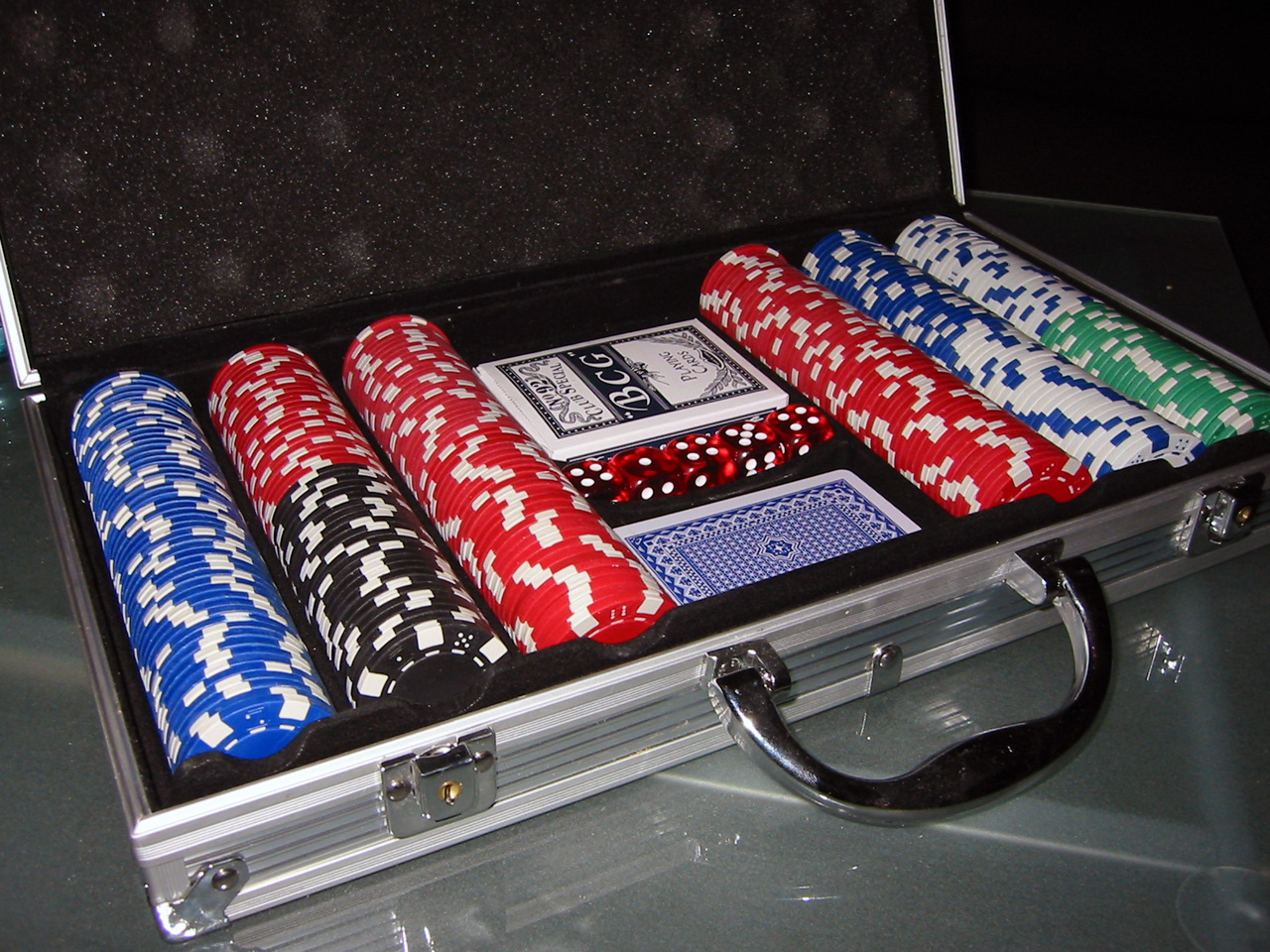
Ein geöffneter Pokerkoffer

Pokerkoffer sind spezielle Koffer für Transport und Aufbewahrung der elementaren Pokerspiel-Bestandteile. Einsätze aus beispielsweise Filz und Schaumstoff sorgen dafür, dass die Spielmaterialien geordnet bleiben. Insbesondere für Einsteiger werden teils vollständig bestückte Pokerkoffer angeboten.

## Inhalte

### Chips
Alle Pokerkoffer enthalten Chips, mit deren Hilfe Einsätze getätigt werden können. Meistens sind Chips in vier oder mehr verschiedenen Farben enthalten.
Viele Koffer enthalten Chips mit einem Eisenkern, die 11,5 g wiegen. Chips von günstigeren Koffern sind häufig leichter, obwohl das Gewicht der Chips keinen direkten Rückschluss auf deren Qualität zulässt.
Ob die Chips einen Wertaufdruck haben oder nicht, variiert ebenfalls. Beliebt sind so genannte Laserchips, deren reflektierendes Design aber teilweise nur über entsprechende Aufkleber beeinflusst wird.

### Karten
Meistens sind mindestens zwei Decks plastikbeschichtete Karten mit anglo-amerikanischen Bezeichnungen und zusätzlich zwei bis drei Joker enthalten. Langlebigere Karten aus Voll-Plastik sind nur selten beigelegt.

### Würfel
Obwohl für das Pokerspiel mit Karten gar keine Würfel benötigt werden, sind oft fünf Standardwürfel enthalten. Dabei muss beachtet werden, dass diese Würfel auch nur für das Würfelpoker geeignet sind, wenn sie an Stelle der üblichen Symbolwürfel verwendet werden.

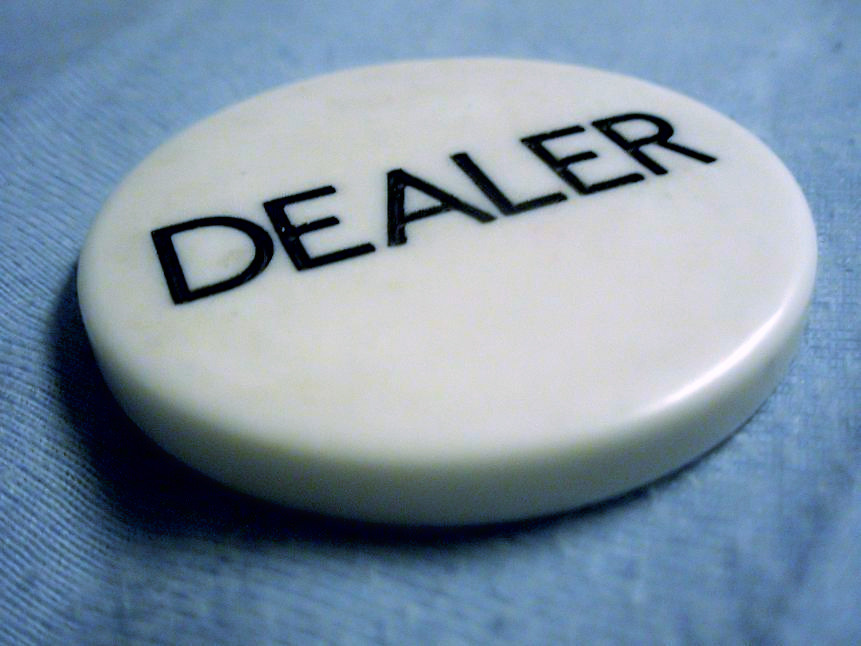
Ein typischer „Dealerbutton“

### Buttons
Buttons sind ebenfalls ein wichtiger Bestandteil eines Pokerkoffers. Je nach Ausführung sind entweder nur der Dealerbutton oder auch weitere Buttons für small, big blind und missed blind vorhanden.

### Weiteres
Darüber hinaus finden sich je nach Ausführung des Pokerkoffers noch eine Spielanleitung mit im Lieferumfang, andere Hersteller legen dem Koffer eine Spielunterlage bei, in aufwendigeren Koffern findet sich gelegentlich noch ein herausnehmbares Chiptray.